# Canicoba (Sarandón)
Canicoba, oficialmente y en gallego Canicova, es una aldea española situada en la parroquia de San Miguel de Sarandón, del municipio de Vedra, en la provincia de La Coruña, Galicia. Según el IGE a fecha de 2021 cuenta un solo habitante. El núcleo se encuentra entre dos parroquias San Miguel de Sarandón y San Mamede de Ribadulla. 